# Cidaphus longicornis
Cidaphus longicornis là một loài tò vò trong họ Ichneumonidae.